# 真定府
真定府，中国古代的府。
五代后唐改镇州置，曾建为北都。其后省复多变。后晋改恒州，后汉复改镇州，又升真定府，后周又改为镇州。北宋时辖境略有变动，庆历八年（1048年）升为真定府，治所在真定县（今河北省正定县），辖境相当今河北省井陉、元氏、栾城、藁城、新乐、行唐、阜平之间地。为真定府路治。北宋、金朝时为河北西路治。
元朝时，改为真定路。明朝洪武初年，复为府。辖境东部扩至今定州、深州及南宫等市境。清朝雍正元年（1723年），避雍正帝讳，改为正定府。

## 历任长官
后唐真定府尹
- 任圜（923年）

北宋真定府尹（知真定府）
- 韩琦（1048年）
- 李昭述（1048年—1053年）
- 宋祁（1053年）
- 李昭亮（1053年—1056年）
- 陈升之（1056年—1057年）
- 吕溱（1057年—1059年）
- 钱明逸（1059年—1061年）
- 张掞（1061年—1063年）
- 韩贽（1063年—1064年）
- 周沆（1064年—1066年）
- 王素（1066年—1067年）
- 陆诜（1067年—1069年）
- 吴中复（1069年—1070年）
- 刘庠（1070年—1071年）
- 吕公孺（1071年—1074年）
- 孙固（1074年—1075年）
- 楚建中（1075年—1077年）
- 章衡（1079年—1081年）
- 曾布（1081年—1082年）
- 冯京（1082年—1084年）
- 刘瑾（1084年—1086年）
- 蔡京（1086年）
- 滕元发（1086年—1089年）
- 曾布（1089年—1090年）
- 曾孝宽（1090年）
- 谢景温（1090年）
- 李清臣（1090年—1093年）
- 刘安世（1093年—1094年）
- 刘奉世（1094年—1095年）
- 杨畏（1095年—1096年）
- 韩忠彦（1096年—1097年）
- 吴安持（1096年—1098年）
- 高遵惠（1098年—1099年）
- 李清臣（1099年—1100年）
- 叶祖洽（1100年）
- 王钦臣（1100年—1101年）
- 刘安世（1101年）
- 朱绂（1101年—1102年）
- 李南公（1102年—1103年）
- 杜常（1103年—1104年）
- 吕嘉问（1104年—1105年）
- 王博闻（1106年）
- 钟传（1106年）
- 胡宗回（1106年—1108年）
- 邢恕（1108年—1109年）
- 曾孝广（1109年—1111年）
- 许几（1111年—1112年）
- 王旉（1112年—1113年）
- 洪中孚（1113年）
- 张杲（1113年—1114年）
- 洪中孚（1114年—1116年）
- 赵遹（1116年—1118年）
- 周邦彦（1118年—1119年）
- 盛章（1120年）
- 赵遹（1121年—1122年）
- 沈积中（1122年）
- 毛友（1122年）
- 刘韐（1122年—1123年）
- 陈遘（1123年—1124年）
- 刘韐（1124年—1126年）
- 陈遘（1126年）
- 李邈（1126年）
- 汪伯彦（1126年—1127年）

金朝真定尹
- 田灏（1127年—1129年）
- 萧冯家奴（1148年）
- 完颜亨（1149年）
- 完颜思敬（1150年—1154年）
- 李成（1156年—1158年）
- 乌延蒲卢浑（1159年）
- 徒单拔（1162年—1163年）
- 翟永固（1163年—1165年）
- 张中孚（1165年—1166年）
- 完颜文（1167年—1169年）
- 徒单贞（1170年—1171年）
- 孟浩（1172年—1173年）
- 王蔚（1176年—1178年）
- 徒单守素（1180年—1181年）
- 乌古论元忠（1183年）
- 蒲察通（1185年—1186年）
- 乌古论元忠（1186年—1188年）
- 完颜永成（1189年—1191年）
- 唐括贡（1198年—1202年）
- 完颜昌（1203年—1204年）
- 乌古论谊（1205年—1206年）
- 徒单镒（1208年—1209年）
- 徒单铭（1212年—1213年）
- 完颜永锡（1214年—1215年）
- 胡论（1215年）
- 武仙（1217年—1220年）[3]

## 延伸阅读
[在维基数据编辑]
 《欽定古今圖書集成·方輿彙編·職方典·真定府部》，出自陈梦雷《古今圖書集成》